# Valeri Leóntiev
Valeri Iàkovlevitx Leóntiev (en rus: Валерий Яковлевич Леонтьев) (19 de març de 1949 a Ust-usa, Komi, URSS) és un cantant pop soviètic i rus, la popularitat del qual va arribar al seu màxim en la dècada del 1980. Va ser nomenat Artista del Poble de Rússia el 1996. És conegut com un dels més destacats artistes de la música russa.
Abans de convertir-se en un cantant tan conegut, es va enfrontar a una infància dura i la lluita amb els seus pares. El seu somni inicial era fer una carrera a l'oceanografia, per desgràcia, la seva brillantor no li va permetre que com ell no passen els exàmens d'entrada i de ser acceptat a una universitat. Això no obstant, no deixeu que això el que finalment va ser capaç d'anar a Siktivkar i seguir una carrera com a cantant. Abans que ell ho sabia, es va convertir en membre de l'Orquestra Filharmònica republicà anomenat "eco". Va començar a actuar en monuments històrics com la sala de concerts d'octubre a Sant Petersburg. Després es va unir a l'Orquestra Filharmònica de Gorki i la seva carrera va començar a enlairar-se. Després del primer festival de popo de la Unió, celebrat a Erevan el 1981, TIME va informar que les actuacions del llavors Valeri Leóntiev, es trobaven en algun lloc entre les de Mick Jagger i Mikhail Baryshnikov (ballarí i coreògraf soviètic).
Com que el públic va començar a reconèixer el seu estil i el cant, que es va veure immers en la seva música i ell era a la fama de Rússia va ser definitiva. A partir d'aquí va començar a viatjar per tot el país, i després Europa, i després el món. El 1983 Valeri Leóntiev es va embarcar en la seva primera gira ("I'm just a singer") i va gravar divuit espectacles amb entrades exhaurides només a Leningrad; A la mateixa ciutat, dos anys després, les cues per aconseguir entrades per als concerts de la seva tercera gira eren tals que fins i tot es va bloquejar el trànsit.
El 1996 va ser guardonat amb el títol d'Artista del Poble de Rússia; també va ser guardonat amb l'Orde del Mèrit de la Pàtria de quarta classe, l'Orde d'Honor i l'Orde de l'Amistat. La premsa russa el va qualificar de "megaestrella" i de "llegenda". El 1987, es va graduar a l'Institut de Cultura i també va rebre el títol d'Artista d'honor d'Ucraïna.
Els dos anys següents va interpretar tres dels quatre papers de l'òpera rock Giordano, centrada en la figura de Giordano Bruno (només entre Moscou i Leningrad hi va haver més de cinquanta representacions. En els mateixos anys va donar els seus primers concerts a les grans ciutats de la Unió Soviètica (incloent vint-i-set actuacions a Novosibirsk el 1988). El 1990 inicia una sèrie de concerts amb orquestra simfònica (la primera per a Rússia) centrada en la figura de Casanova, amb la participació de Gina Lollobrigida. El 1998 també va donar concerts als Emirats Àrabs Units. El 1999 el nou espectacle ("Fotògraf de somnis") es va representar a Rússia, Ucraïna (país on Leóntiev va obtenir el títol d'Artista Meritori), Israel, Estats Units, Canadà, Alemanya i els països bàltics. El 2004, a Sant Petersburg, va celebrar el seu tres-cents concert; dos anys més tard es va embarcar en una gira per les antigues repúbliques soviètiques d'Àsia. A principis de la dècada de 2000, va donar concerts al Palau de Congressos del Kremlin.
Leóntiev també presumeix d'un duet amb Vladímir Putin: va tenir lloc, de manera improvisada, durant un concert per als líders de la Comunitat d'Estats Independents celebrat a Sotxi el 2006, quan el llavors president rus es va unir al cantant durant un bis. Valeri Leóntiev col·lecciona cotxes de luxe i té el seu propi segell discogràfic.
No només és ben conegut per la seva diversió i cantant amb talent, també per la seva funció d'il·luminació espectacular concerts i actuacions curtes que fan el xou notable i eterna.

## Discografia
Àlbums d'estudi
- 1983 – Muza
- Diàleg (1984)
- Prem'era (1984)
- 1986 – Diskoklub 16 (B)
- 1986 – Barhatny sezon
- 1988 – Ja - prosto pevec
- 1990 – Delo vsuka
- 1990 – Greshny put
- Noch (1993)
- Polnolunie (1993)
- 1994 – U vorot Gospodnix
- 1994 - Prikosnis
- 1995 – Po doroge v Gollivud
- 1998 – Sant-Bàrbara
- 1999 – Kanatny Plyasun
- 1999 – Každyj hočet ljubit
- Avgustin (2001)
- 2003 - Llista de Klenovyj
- 2004 – Nočnoj zvonok
- Padaju v nebesa (2005)
- 2009 – Godii stranstvij
- 2011 – Hudožnik
- 2014 – Liubov-kapkan
- 2017 – Ėto ljubov